# Sultenabborrtjärnen (Lycksele socken, Lappland)
Sultenabborrtjärnen är en sjö i Lycksele kommun i Lappland och ingår i Umeälvens huvudavrinningsområde. Sjön har en area på 0,109 kvadratkilometer och ligger 342,1 meter över havet.

## Delavrinningsområde
Sultenabborrtjärnen ingår i det delavrinningsområde (721800-161584) som SMHI kallar för Ovan Sillbäcken. Medelhöjden är 345 meter över havet och ytan är 67,79 kvadratkilometer. Räknas de 8 avrinningsområdena uppströms in blir den ackumulerade arean 181,16 kvadratkilometer. Bjurbäcken som avvattnar avrinningsområdet har biflödesordning 3, vilket innebär att vattnet flödar genom totalt 3 vattendrag innan det når havet efter 227 kilometer. Avrinningsområdet består mestadels av skog (86 procent). Avrinningsområdet har 1,46 kvadratkilometer vattenytor vilket ger det en sjöprocent på 2,2 procent.